# كيفين دياز
كيفين دياز (بالفرنسية: Kévin Diaz)‏ هو لاعب كرة قدم فرنسي في مركز الوسط، ولد في 18 أغسطس 1988 في ايستر في فرنسا. لعب مع نادي أجاكسيو ونادي النجم الأحمر ونادي تور ونادي موناكو ونادي ميتز ونادي نيس.

## وصلات خارجية
- الموقع الرسمي
- كيفين دياز على موقع قاعدة بيانات كرة القدم.إي يو (الإنجليزية)
- كيفين دياز على موقع ليكيب (الفرنسية)
- كيفين دياز على موقع Soccerway.com (الإنجليزية)
- كيفين دياز على موقع AS.com (الإسبانية)